# Lucas Tauzin
Pour les articles homonymes, voir Tauzin.

a Compétitions nationales et continentales officielles uniquement.

b Matchs officiels uniquement.
Dernière mise à jour le 11 juillet 2024.
Lucas Tauzin, né le 21 mai 1998 à Mont-de-Marsan (Landes), est un joueur français de rugby à XV jouant aux postes d'ailier ou de centre pour l'ASM Clermont Auvergne.

## Biographie

### Jeunesse et formation
Né à Mont-de-Marsan et originaire de Saint-Sever, dans les Landes,,, Lucas Tauzin est issu d'une famille de rugbymen — son oncle Frédéric a joué à l'US Dax, et son père Eric au SA Saint-Sever.
Il commence d'ailleurs le rugby à XV chez les coquelets de ce club, avant de s'engager avec le Stade montois, où il poursuit sa progression.
Lucas Tauzin intègre le pôle espoir en 2015 et connaît sa première sélection en équipe de France des moins de 20 ans en mai 2017.

### Carrière professionnelle
Ayant entre-temps rejoint le Stade toulousain, il fait ses premiers pas avec l'équipe professionnelle lors de la saison 2017-2018 et devient surtout champion du monde en 2018 avec l'équipe de France des moins de 20 ans, où il s'est affirmé comme titulaire,.

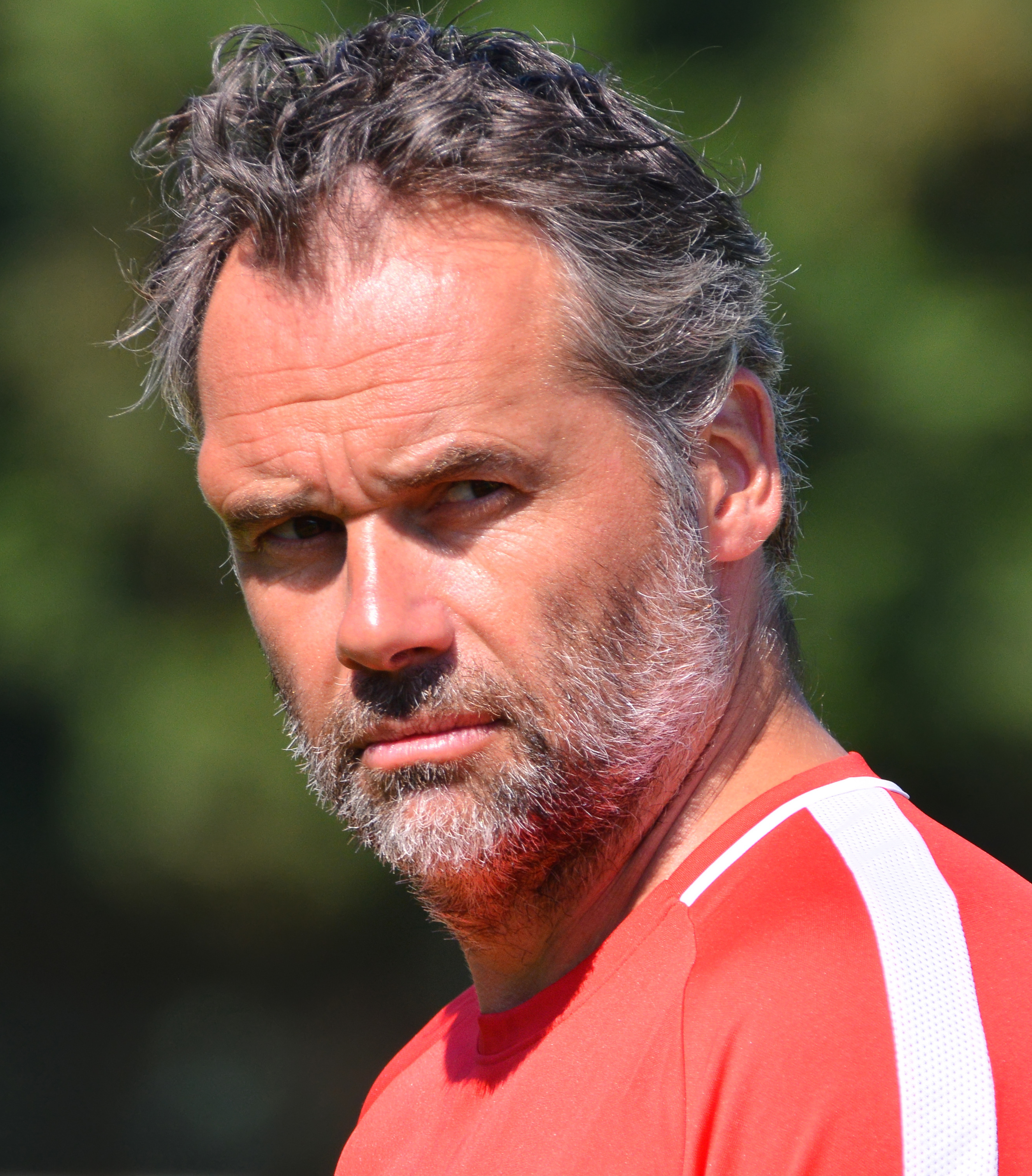
Ugo Mola, ici en 2018, est l'entraîneur de Lucas Tauzin depuis ses débuts professionnels en 2017.

C'est au cours de la saison suivante qu'il s'affirme dans l'effectif professionnel, signant notamment une performance remarquée en quart de finale de la Coupe d'Europe contre le Racing 92, lors duquel il est titulaire de dernière minute. À ce moment de la saison, il vient d'enchaîner six matchs comme titulaire, lors desquels il inscrit cinq essais et est l'auteur de gestes « somptueux », comme un cadrage-débordement contre le Stade rochelais ou une passe après contact lors de ce match contre le Racing qui aboutit au « plus bel essai des quarts de finale ». Victime d'une rupture du tendon du grand pectoral qui nécessite une opération le 28 avril 2019, il ne peut pas jouer les dernières journées et les phases finales de Top 14, dont son club termine finalement champion.
Le 1er février 2020, il participe à la première édition du Supersevens avec le Stade toulousain. Il joue les trois matchs et inscrit deux essais.
En février 2020, il est appelé pour la première fois dans le groupe élargi de l'équipe de France par le sélectionneur Fabien Galthié pour préparer le troisième match du Tournoi des Six Nations.
En novembre 2020, il prolonge son contrat avec le Stade toulousain jusqu'en 2024.
En novembre 2022, il est appelé avec les Barbarians français, dans un groupe de vingt-trois joueurs, pour affronter les Fidji au Stade Pierre-Mauroy.
À l'issue de la saison 2023-2024, il quitte le Stade toulousain et rejoint l'ASM Clermont Auvergne pour une durée de deux ans,.

## Statistiques

### En club
| Saison                 | Club                   | Championnat | Championnat | Championnat | Compétitions de l'EPCR | Compétitions de l'EPCR | Compétitions de l'EPCR |
| Saison                 | Club                   | Compétition | Matchs      | Essais      | Compétition            | Matchs                 | Essais                 |
| ---------------------- | ---------------------- | ----------- | ----------- | ----------- | ---------------------- | ---------------------- | ---------------------- |
| 2017-2018              | Stade toulousain       | Top 14      | 1           | -           | Challenge européen     | 5                      | -                      |
| 2018-2019              | Stade toulousain       | Top 14      | 12          | 5           | Coupe d'Europe         | 1                      | -                      |
| 2019-2020              | Stade toulousain       | Top 14      | 15          | 4           | Coupe d'Europe         | 3                      | 1                      |
| 2020-2021              | Stade toulousain       | Top 14      | 4           | 2           | Coupe d'Europe         | -                      | -                      |
| 2021-2022              | Stade toulousain       | Top 14      | 18          | 2           | Coupe d'Europe         | 1                      | -                      |
| 2022-2023              | Stade toulousain       | Top 14      | 10          | 1           | Champions Cup          | 2                      | 2                      |
| 2023-2024              | Stade toulousain       | Top 14      | 15          | 6           | Champions Cup          | -                      | -                      |
| Total Stade toulousain | Total Stade toulousain | Top 14      | 75          | 20          | Compétitions EPCR      | 12                     | 3                      |

### Internationales
Lucas Tauzin dispute dix matchs avec l'équipe de France des moins de 20 ans en deux saisons, prenant part à deux éditions du tournoi des Six Nations en 2017 et 2018, et à une édition du championnat du monde junior en 2018. Il inscrit deux essais, soit dix points.

## Palmarès

### En club
- Vainqueur du Championnat de France en 2019, 2021, 2023 et 2024 avec le Stade toulousain.

### En sélection nationale
- Vainqueur du Tournoi de rugby à sept de Dubaï en 2015 avec l'équipe de France de rugby à sept des moins de 18 ans[23],[24].
- Vainqueur du Champion d'Europe des moins de 18 ans en 2016 avec l'équipe de France de rugby à XV des moins de 18 ans[25].
- Vainqueur du Tournoi des Six Nations des moins de 20 ans en 2018 avec l'équipe de France des moins de 20 ans.
- Vainqueur du Championnat du monde junior 2018 avec l'équipe de France des moins de 20 ans.